# Rosa María Fernández García
Rosa María Fernández García (Gijón, 1942-18 de diciembre de 2021) fue una sindicalista española, reconocida con la Medalla al Mérito en el Trabajo en 2009.

## Biografía
Rosa María Fernández nació en 1942 en la calle Eladio Carreño de la localidad asturiana de Gijón en una familia obrera.
A los 17 años empezó a trabajar en la Fábrica de Tabacos de Gijón en Cimadevilla, donde continuó haciéndolo durante 40 años hasta su prejubilación en 1999. Ejerció diversos puestos en la Tabacalera, desde aprendiza a operaria, encargada de grupo, especialista en gestión de personal o jefa de la unidad de gestión de personal.
En 1968, gracias al acceso a la Universidad para mayores de 25 años, Fernández se matriculó en la Escuela Universitaria de Graduados Sociales de Gijón para estudiar Graduado Social. Para hacerlo, su empresa le concedió un "préstamo de honor", que finalmente le condonó por su aprovechamiento de la carrera.
En 1962 comenzó su larga carrera sindical, que tuvo que desarrollar en la clandestinidad durante el régimen franquista. Inició su trayectoria sindicalista como enlace sindical en la Fábrica de Tabacos de Gijón, que era propiedad de Tabacalera. En 1976 se afilió, también de manera clandestina, a UGT. Al año siguiente, en 1977 pasó a integrar la ejecutiva de la UGT de Gijón, siendo nombrada secretaria general de la sección sindical de UGT en la Fábrica de Tabacos de Gijón. Más tarde, fue elegida miembro del comité de empresa, función que desempeñó hasta su prejubilación. Entre 1986 y 1988 ejerció como delegada sindical estatal de Tabacalera.
Fernández siguió militando en la Unión Comarcal de UGT Gijón ocupando varios puestos y ejerciendo, en 2009, como secretaria de administración.
Falleció el 18 de diciembre de 2021.

## Reconocimientos
En 2002, le fue concedida, junto al resto de cigarreres de la Antigua Tabacalera, la Medalla de Oro del Principado de Asturias. En 2006 fue homenajeada por la Unión de Jubilados, Prejubilados y Pensionistas de la UGT de Gijón (UPJP) junto a Ulises Concejo Hevia. En 2008, fue reconocida por toda su trayectoria sindical en los Premios 8 de Marzo otorgados por la Comisión Ejecutiva Confederal de UGT con motivo del Día de la mujer trabajadora. En 2009 le fue concedida, junto a la también sindicalista Celestina Marrón, la Medalla al Mérito en el Trabajo en su categoría de Plata por su trayectoria laboral y su trabajo por los derechos de los trabajadores. Además, recibió la Insignia de Plata a la Labor Sindical de Base de UGT Asturias.